# Claude Thomas Alexis Jordan
Claude Thomas Alexis Jordan (Lió, 29 de octubre de 1814 - ibíd. 7 de febrer de 1897) va ser un botànic i taxònom francès.

## El jordanisme
El 1845, integra la Societat linneana de Lió i debuta en entomologia en companyia d'Antoine Casimir Marguerite Eugène Foudras (1783-1859); a l'una dels fundadors d'aquesta Societat linneana, en particular de Clémence Lortet (1772-1835), Jean Juste Noël Antoine Aunier (1781?-1859), Jean-Baptiste Balbis (1765-1831), Georges Roffavier (1775-1866), Nicolas Charles Seringe (1776-1858) i Marc Antoine Timeroy (1793-1856). Aquest últim estudia minuciosament les espècies i descobreix formes noves a la regió lionesa, que li assenyala a Alexis Jordan. Aquestes espècies crítiques interessen al jove Jordan que anota els seus caràcters i els compara amb aquells individus d'altres localitats. Així reconeix nombroses formes típiques, abans considerades com a simples varietats, i que mereixen l'estatus d'espècie. El seu nou mètode analític dona origen a una «Escola jordaniana» que conduirà als seus adeptes a descriure més i més espècies tenint en compte diferències cada vegada més tènues, i verificant experimentalment que aquestes espècies no s'hibriden entre elles. A títol d'exemple, Alexis Jordan reconeix, amb el seu col·laborador Pierre Jules Fourreau (1844-1871), 200 espècies d'Erophila; encara que rebrà crítiques negatives molt severes. El seu mètode va ser llargament retret pel malacòleg Arnould Locard (1841-1904) sobre els mol·luscs continentals i de la mateixa manera suscitava positives i vives reaccions. Les espècies d'Alexis Jordan, en número de 1.685, van ser sobrenomenades jordànies per Georges Coutagne (1854-1928) i jordanianes per Johannes Paulus Lotsy (1867-1931).
El seu herbari va ser considerat un dels més grans d'Europa en la seva època. Durant 40 anys, de 1836 a 1877, recorre França (sobretot els Alps i Provença) rebent exsiccata (mostres seques) de més de 200 botànics, entre els quals figuraven Eugène Bourgeau (1813-1877) (de 1845 a 1875), Elisée Reverchon (de 1866 a 1897), Benedict Balansa (1825-1892) (de 1852 a 1867) i de Theodor Heinrich Hermann von Heldreich (1822-1902) (de 1848 a 1892).
A més de les seves col·leccions d'exsiccata plantes seques, reuneix una vasta col·lecció de plantes vives, en el si d'un jardí botànic experimental sota la responsabilitat del seu fidel col·laborador, cap de cultius, Joseph Victor Viviand-Morel (1843-1915), igualment redactor en cap de Lyon horticole. Alexis Jordan cultiva amb l'ajuda del seu cap de cultius, milers d'espècies vegetals durant 50 anys a fi de provar experimentalment que les espècies pròximes que cultivava no s'hibridaven entre elles, perquè pertanyien a espècies diferents.

## Honors

### Eponímia
- Thalictrum jordani per Friedrich Wilhelm Schultz (1804-1876) el 1847
- Centaurea jordaniana per Jean Charles M. Grenier (1808-1875) y Dominique A. Godron (1807-1880) en 1849
- Viola jordani per Hippolyte Hanry (1807-1893) el 1853
- Rosa jordani per Pierre Alfred Déséglise (1823-1883)
- Asperula jordani per Eugène Pierre Perrier de La Bâthie (1825-1916) & André Songeon (1826-1905).

## Publicacions
- 1845-1849. Observations sur plusieurs plantes nouvelles, rares ou critiques de la France. Annales de la Société linnéenne de Lyon, 1ª y 2ª serie. Lyon
- 1850-1855. Notes sur diverses espèces et sur plusieurs plantes nouvelles. Archives de la Flore de France et d'Allemagne, 1850 : 159-165 ; 1851, p. 191 ; 1854 : 304-325 ; 1855 : 340-348.
- 1855-1861. Note sur plusieurs plantes nouvelles et autres. Annotations de la Flore de France et d'Allemagne, 1855 : 12-33 ; 1856 : 43-50 ; 1858 : 123-124, 128-131 ; 1859 : 171-175 ; 1861 : 227-232
- 1866-1868. Breviarium plantarum novarum sive specierum in horto plerumque cultura recognitarum descriptio contracta ulterius amplianda. Paris, F. Savy, 137 p. [en colaboración con Jules Fourreau]
- 1866-1903. Icones ad Floram Europae novo fundamento instaurandam spectantes. Paris, F. Savy, 3 vol., 501 pl. [en colaboración con Jules Fourreau]

- 1852. Pugillus plantarum novarum, praesertim gallicarum. Académie de Lyon, Paris, 148 pp.
- 1852. Origine des diverses variétés ou espèces d'arbres fruitiers. Académie de Lyon, Paris, 97 pp.
- 1858. Description de quelques Tulipes nouvelles. Annales de la Société linnéenne de Lyon, 2ª série, 5 : 9-14. Lyon
- 1860 et 1864. Diagnoses d'espèces nouvelles ou méconnues, pour servir de matériaux à une Flore de France réformée. Annales de la Société linnéenne de Lyon, 355 pp.
- 1873. Remarques sur le fait de l'existence en société à l'état sauvage des espèces affines. Annales de la Société linnéenne de Lyon, 2ª série, 20 : 195-213. Lyon

## Notícies necrològiques
- Discurs pronunciat per M. Beaune, president de l'Acadèmia de Lió, als funerals d'Alexis Jordan, 10 de febrer de 1897. Rapports, Fondations, Concours, Notices, 1797-1901, Lyon, Rey Impr. 8 pp.
- Lettre adressée par M. Borel à la Société Botanique de France, le 8 février 1897, à la mort d'Alexis Jordan. Bulletin de la Société botanique de France, 12 de febrero, p. 81-83.
- Lettre adressée par le Dr Saint-Lager à la Société Botanique de France, 8 de febrero de 1897, à la mort d'Alexis Jordan. Bulletin de la Société botanique de France, reunión del 12 de febrero, pp. 83-85
- Allocutions de MM. Ed. Bornet et Malinvaud. Bulletin de la Société botanique de France, 12 de febrero, p. 85-86
- Notice nécrologique sur Alexis Jordan, par X. L'Échange, Revue linnéenne, n° 147, marzo de 1897, Lyon, Rey Impr. 2 pp.
- Notice sur Alexis Jordan par le Dr Saint-Lager. Annales de la Société botanique de Lyon, XXII, 1897, 16 pp.
- Notes biographiques sur quelques horticulteurs célèbres par Oct. Meyran. Lyon, Bouvier, 1898
- Note biographique, in Prodrome d'une histoire des botanistes lyonnais.